# 卢埃 (上比利牛斯省)
卢埃（法語：Louey，法語發音：[lwɛ]）是法国上比利牛斯省的一个市镇，位于该省西部，属于塔布区。

## 地理
卢埃（43°10'31"N, 0°1'12"E）面积6.06 平方千米，位于法国奧克西塔尼大區上比利牛斯省，该省份为法国西南部内陆省份，北至热尔省，西接大西洋比利牛斯省，南与西班牙接壤，东临上加龙省。
与卢埃接壤的市镇（或旧市镇、城区）包括：瑞扬、阿泽雷克斯、贝纳克、伊巴雷特、拉讷、奥多斯、奥桑、圣马丹。

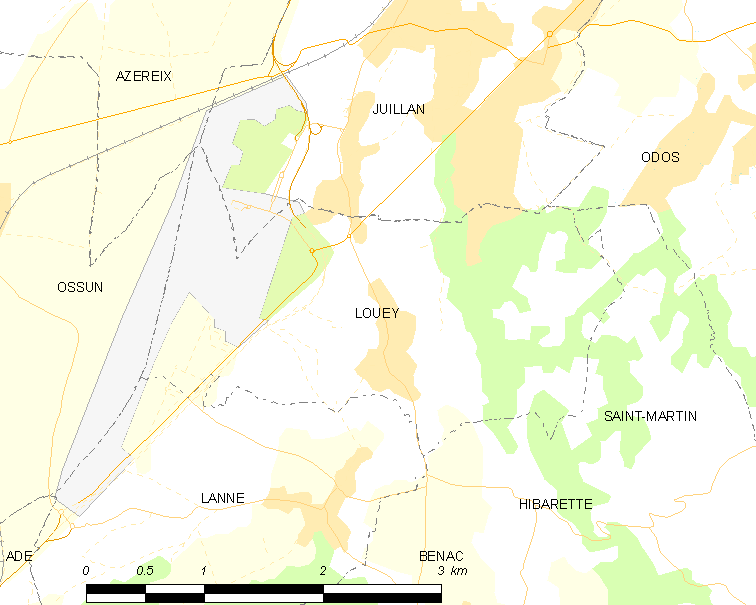
的OSM定位图

卢埃的时区为UTC+01:00、UTC+02:00（夏令时）。

## 行政
卢埃的邮政编码为65290，INSEE市镇编码为65284。

## 政治
卢埃所属的省级选区为奥桑县。

## 人口

1962-2008年间人口变化图示

卢埃于2022年1月1日时的人口数量为1106人。